# Bryocamptus minutus
Bryocamptus minutus är en kräftdjursart som först beskrevs av Claus 1863.  Bryocamptus minutus ingår i släktet Bryocamptus och familjen Canthocamptidae. Inga underarter finns listade i Catalogue of Life.